# Barbara Ischinger
Barbara Ischinger (auch Anne-Barbara Ischinger, * 22. März 1949 in Frankfurt am Main) ist eine deutsche Wissenschaftlerin. Sie war von 2006 bis 2014 Bildungsdirektorin der OECD in Paris, wo sie für die PISA-Studien verantwortlich war.

## Leben
Nach dem Studium der Romanistik, Afrikanistik und Geschichte in Tübingen, Heidelberg und Perugia in den Jahren 1968–1972 wurde sie 1972 an der Universität Heidelberg promoviert. In den folgenden Jahren war sie als Lehrbeauftragte an der Harvard University in Cambridge, an der Columbia University in New York City, in Washington und später an der Universität zu Köln tätig, an der sie sich 1993 habilitierte. Dort ist sie seit 1998 als außerplanmäßige Professorin tätig. Von 1994 bis 2000 war sie bei der Fulbright-Kommission Direktorin für den Bildungsaustausch zwischen den USA und Deutschland, davor drei Jahre lang bei der UNESCO Direktorin für kulturelle Kooperation. In der Folge arbeitete sie an der Humboldt-Universität zu Berlin als Vizepräsidentin für Internationales und Kommunikation.
In Bonn lernte die Diplomatentochter ihren späteren Ehemann, den Diplomaten Wolfgang Ischinger kennen, von dem sie mittlerweile geschieden ist; Barbara Ischinger ist Mutter von zwei Kindern, sie ist die Schwester des deutschen Diplomaten Hans-Henning Horstmann.

## Engagement
Barbara Ischinger ist Mitglied im Kuratorium der Alfred-Herrhausen-Gesellschaft, im Beirat der Vodafone Stiftung Deutschland gGmbH sowie stellvertretende Vorsitzende des Kuratoriums der Stiftung Lesen. Ferner ist sie Mitglied des Kuratoriums des forum thomanum Leipzig e.V. und des Beirats des University College Freiburg (UCF).